# ピエール・ル・グローン
ピエール・ル・グローン（Pierre Le Gloan, 1913年1月6日 - 1943年9月11日）はフランスの軍人。第二次世界大戦をフランス空軍のパイロットとして戦い、4機のドイツ軍機と7機のイタリア軍機、7機のイギリス軍機の合計18機を撃墜した。

## 軍歴
ル・グローンはブルターニュ地域圏のコート＝ダルモール県で生まれ、18歳でフランス空軍に入隊した。第二次世界大戦開戦時にはGC III/6戦闘機隊に所属し、モラーヌ＝ソルニエ MS.406に搭乗していた。1939年11月23日、ドイツの偵察機ドルニエ Do 17Pを僚機とともに撃墜した。1940年に「フランスの戦い」が始まるとドイツ軍の爆撃機を3機撃墜した。
1940年6月1日、ル・グローンの部隊は南フランスのル・リュク飛行場に移り、最新のドヴォワチーヌ D.520に機種変更された。イタリアが参戦し、フランスに対する空襲を開始すると、6月13日に2機のフィアット BR.20を撃墜した。6月15日には他のパイロットとともに、12機のフィアット CR.42を攻撃し、同僚のアッソラン大尉が1機を撃墜する間に、彼は3機を撃墜した。飛行場に帰還している途中、さらに1機のCR.42とBR.20を撃墜した。のちに一度の飛行で5機の撃墜という優れた記録を称えられ、彼は少尉に昇進した。
6月20日にGC III/6飛行隊はアルジェリアのアルジェに退却した。フランスとドイツの休戦協定が結ばれ、イギリス軍のフランス海軍への攻撃が始まると、ル・グローンの部隊を含む北アフリカのフランス軍は、ヴィシーフランスの影響下に置かれることとなった。1941年5月、GC III/6飛行隊はシリアのフランス植民地に移動した。6月に自由フランス軍を含む連合国軍がシリアとレバノンを攻撃し、フランス空軍と戦闘になった。6月8日にはイギリスの戦闘機ホーカー ハリケーンを初めて撃墜し、7月5日までに6機のハリケーンと1機のグロスター グラディエーターを撃墜した。その後、GC III/6飛行隊は戦力を失いアルジェに退却した。
1942年11月に連合国軍が北アフリカを占領する際（トーチ作戦）、オランやカサブランカの部隊とは違い、アルジェのフランス軍は連合国軍の上陸を阻止しなかった。その後すべての北アフリカのフランス軍は連合国軍の側についた。1943年5月、ル・グローンの部隊は「GC III/6 ルシヨン」と改名され、アメリカから新たにベル P-39 エアラコブラが配備された。8月にル・グローンは第3飛行隊の隊長となった。この部隊は、海岸の警備を主な任務としていた。
9月11日、ル・グローンは僚機とともにパトロールに飛び立った。海上に差し掛かったとき、乗機のエンジンが煙を発した。このため彼は陸地に戻ろうとしたが、途中でエンジンが停止してしまった。海岸に胴体着陸をしようとしたが、機体の下腹部に増加燃料タンクが取り付けられていたのを忘れていたため、着陸したときにタンク内の燃料が爆発し、ル・グローンは死亡した。フランス空軍の初期の戦闘機ではこのようなタンクを使っていなかったためであると思われる。
18機の撃墜数は第二次世界大戦のフランス人パイロットとしては4番目の記録であった。